# Вечный огонь Свободы
Вечный огонь Свободы (исп. Llama Eterna de la Libertad) — чилийский вечный огонь, часть мемориального комплекса «Алтарь Родины» на площади Бульнеса (ныне — Гражданская) в Сантьяго, располагавшегося перед президентским дворцом «Ла-Монеда». Зажжён генералом Аугусто Пиночетом Угарте и членами Правительственной хунты Чили 11 сентября 1975 года в ознаменование годовщины военного переворота, в результате которого было свергнуто правительство Сальвадора Альенде и в знак «победы» Вооружённых сил над «раком марксизма».
Потушен по приказу президента Рикардо Лагоса 18 октября 2004 года в связи с реконструкцией Гражданского района в ходе подготовки к празднованию 200-летия Чили. 5 декабря того же года был снесён.

## История
Вечный огонь Свободы был задуман военной хунтой как важная часть «Алтаря Родины» — мемориального комплекса, призванного символизировать «национальное освобождение» Чили. Как писал в 1982 году Генеральный секретарь Правительства Чили Эрнан Фелипе:

Постоянное расположение Вечного огня Свободы на месте, где покоятся останки Освободителя О'Хиггинса, подтверждает тот факт, что великое национально-освободительное движение 11 сентября, возглавляемое Вооружёнными силами и силами правопорядка, занимает выдающееся место в нашей истории.
Вечный огонь Свободы присутствует на «Алтаре Родины» как живое свидетельство поклонения людей, любящих Чили и её народ.
Огромный политический, экономический и социальный прогресс этих лет продемонстрирован в великой работе по модернизации наших институтов и служб; в действии Конституции 1980 года, одобренной огромным большинством граждан; и во всех тех многочисленных делах для общественного блага, которые осуществляет правительство.

Построение обновлённой демократии, обеспечивающей целостное развитие чилийцев и способной успешно противостоять угрозам терроризма, является задачей, которой полностью посвящены правительство и весь народ.
Огонь был зажжён генералами Аугусто Пиночетом, Густаво Ли, Сесаром Мендоса и адмиралом Хосе Мерино 11 сентября 1975 года во время, как это было названо, «самого гигантского собрания, когда-либо проводившегося в Сантьяго».
Содержание монумента обходилось чилийскому бюджету в 4 млн. песо в год и подвергалось критике, хотя администрация коммуны Сантьяго заявляла, что эти расходы не являются обременительными для неё.
Монумент неоднократно подвергался нападениям противников диктатуры: 28 апреля 1980 года бойцы МИР убили охранявшего Вечный огонь Свободы карабинёра Эриберто Новоа и попытались взорвать его. В 1998 году активисты Социалистической молодёжи Чили смогли погасить огонь, но были разогнаны карабинёрами. Последнее нападение состоялось 19 августа 2003 года, когда группа членов Форума гражданского общества попыталась потушить Вечный огонь Свободы из огнетушителей, но была арестована подоспевшей охраной.
После победы на президентских выборах Рикардо Лагоса между Министерством жилищного строительства и городского развития и командованием чилийской армии начались переговоры о демонтаже «Алтаря Родины», которые завершились согласием генералитета. 18 октября 2004 года Вечный огонь Свободы был потушен по приказу президента Лагоса, а 5 декабря того же года — снесён. 